# Nacho Monreal
Ignacio „Nacho“ Monreal Eraso (* 26. Februar 1986 in Pamplona) ist ein ehemaliger spanischer Fußballspieler, der zuletzt bei Real Sociedad San Sebastián unter Vertrag stand.

## Karriere

### Verein
Monreal stammt aus der Jugendarbeit des spanischen Erstligisten CA Osasuna. Nach zwei Jahren bei Osasuna B gelang ihm im Sommer 2006 der Sprung in die erste Mannschaft. Am 22. Oktober 2006 gab er im Spiel gegen den FC Valencia sein Profidebüt. Nachdem er im Lauf der Saison 2006/07 unregelmäßig zum Einsatz gekommen war, setzte sich Monreal 2007/08 durch und entwickelte sich zum Stammspieler.
Sein bisher größter sportlicher Erfolg war bisher das Erreichen des UEFA-Cup-Halbfinales 2006, als man dem späteren Sieger FC Sevilla unterlag. Monreal kam allerdings nicht zum Einsatz. Seinen ersten Treffer für Osasuna erzielte der Verteidiger am 17. Februar 2008 bei der 1:2-Niederlage gegen UD Levante.
Am 31. Januar 2013 wechselte Monreal zum FC Arsenal.
Anfang September 2019 kehrte Monreal nach Spanien zurück und schloss sich Real Sociedad San Sebastián an. Im August 2022 gab der 36-jährige, aufgrund von Knieproblemen, sein Karriereende bekannt.

### Nationalmannschaft
Monreal nahm mit Spaniens U-21-Nationalmannschaft 2009 an der Euro 2009 in Schweden teil. Nach drei Vorrundenspielen, die er jeweils vollständig bestritt, schied die Mannschaft aber frühzeitig aus dem Turnier aus.
Am 10. Oktober 2009 gab er beim 2:1-Sieg über Armenien sein Debüt in der spanischen A-Nationalmannschaft. Er stand in der Startformation und absolvierte die vollen 90 Minuten.

## Erfolge

### Verein
- Englischer Pokalsieger: 2014, 2015, 2017
- Englischer Supercup: 2014, 2015, 2017
- Spanischer Pokalsieger: 2020

### Nationalmannschaft
- Confed Cup: Finalist 2013